# Arroyo Palmar
El arroyo Palmar o menos frecuente del Palmar es un curso de agua de la cuenca hidrográfica del río Uruguay, ubicado en la Provincia de Entre Ríos. 
Nace al sur de la localidad de Ubajay, departamento de Colón y se dirige con rumbo este - sureste hasta desembocar en el río Uruguay atravesando el Parque Nacional El Palmar. Su principal afluente es el arroyo La Capilla. Lo atraviesa la Ruta Nacional 14.
- Datos: Q5705815